# Chiesa di San Filippo Neri (Siracusa)
La Chiesa di San Filippo Neri è una chiesa cattolica romana in stile barocco situata in via Vittorio Veneto, di fronte al lungomare di levante, sull'isola di Ortigia, nel centro storico della città di Siracusa.

## Descrizione
Gli Oratoriani stabilirono una sede a Siracusa nel 1650 sotto il patrocinio dell'aristocratica Margherita De Grandi, il cui nipote era prete. Una chiesa in questo sito fu ristrutturata nel 1669 su progetto di Giovanni Vermexio. Qui una chiesa priore apparteneva al monastero benedettino di Santa Caterina da Siena, fondato nel 1614, ma che venne fusa con il monastero benedettino dell'Annunziata.
Questa nuova chiesa fu ricostruita dopo il terremoto di Sicilia del 1693, accanto all'ex palazzo Interlandi, con il suo ampio portale a tutto sesto, posto asimmetricamente lungo la facciata. La facciata a due piani è incorniciata da lesene doriche e da un cornicione sporgente nel primo piano. I timpani del portale sono costituiti da triangoli e da un timpano centrale semicircolare. C'è una scarsità di decorazioni scultoree, ad eccezione delle maschere stravaganti e delle cariatidi a forma di sirena attorno al portale centrale, con finestre riservate al secondo piano. Lateralmente, nell'angolo superiore sinistro del portale centrale, vi è una piccola lucertola scolpita, un segno distintivo dell'architetto Vermexio, che lavorò anche alla chiesa di Santa Lucia extra moenia e Santa Lucia al Sepolcro ma soprattutto al Palazzo Vermexio. L'interno ha un ambiente approssimativamente ovale, con pavimento in arenaria bianca con intarsi floreali in basalto scuro. La disposizione interna e la decorazione è attribuita in parte all'architetto Rosario Gagliardi.
Nel 1741 l'oratorio fu convertito in Collegio di San Carlo, e posto sotto l'amministrazione del Vescovo Monsignor Testa. La chiesa ricostruita non fu riconsacrata fino al 1770. Gli Oratoriani e il Collegio furono soppressi nel 1866. Il locale fu adibito a liceo, ma la chiesa fu ben presto concessa ad una locale confraternita laicale, un tempo associata alla chiesa di Santa Maria d'Idria. Successivamente servì come parrocchia di quartiere. La chiesa subì danni durante la prima guerra mondiale. Nel secolo scorso fu ricavato nell'abside un passaggio dall'attiguo convento e vi furono spostati due altari dell'ex chiesa di San Tommaso in via Mirabella. La pala d'altare che fiancheggia la navata destra è una raffigurazione ottocentesca di Cristo nell'orto di Giuseppe Mancinelli, commissionata dalla Marchesa Anna Gargallo. Un certo numero di tele tardo barocche, tra cui la pala d'altare maggiore della chiesa, sembrano essere dei seguaci di Mario Minniti.